# Miélan
Miélan település Franciaországban, Gers megyében. Lakosainak száma 1132 fő (2022. január 1.). Miélan Aux-Aussat, Bazugues, Castex, Estampes, Laas, Laguian-Mazous, Sadeillan, Sainte-Dode és Tillac községekkel határos.

## Népesség
A település népességének változása:
| Lakosok száma | 1295 | 1246 | 1290 | 1190 | 1219 | 1173 | 1139 | 1111 | 1117 | 1132 |
|               | 1968 | 1982 | 1990 | 2006 | 2013 | 2015 | 2017 | 2019 | 2020 | 2022 |